# Rajala

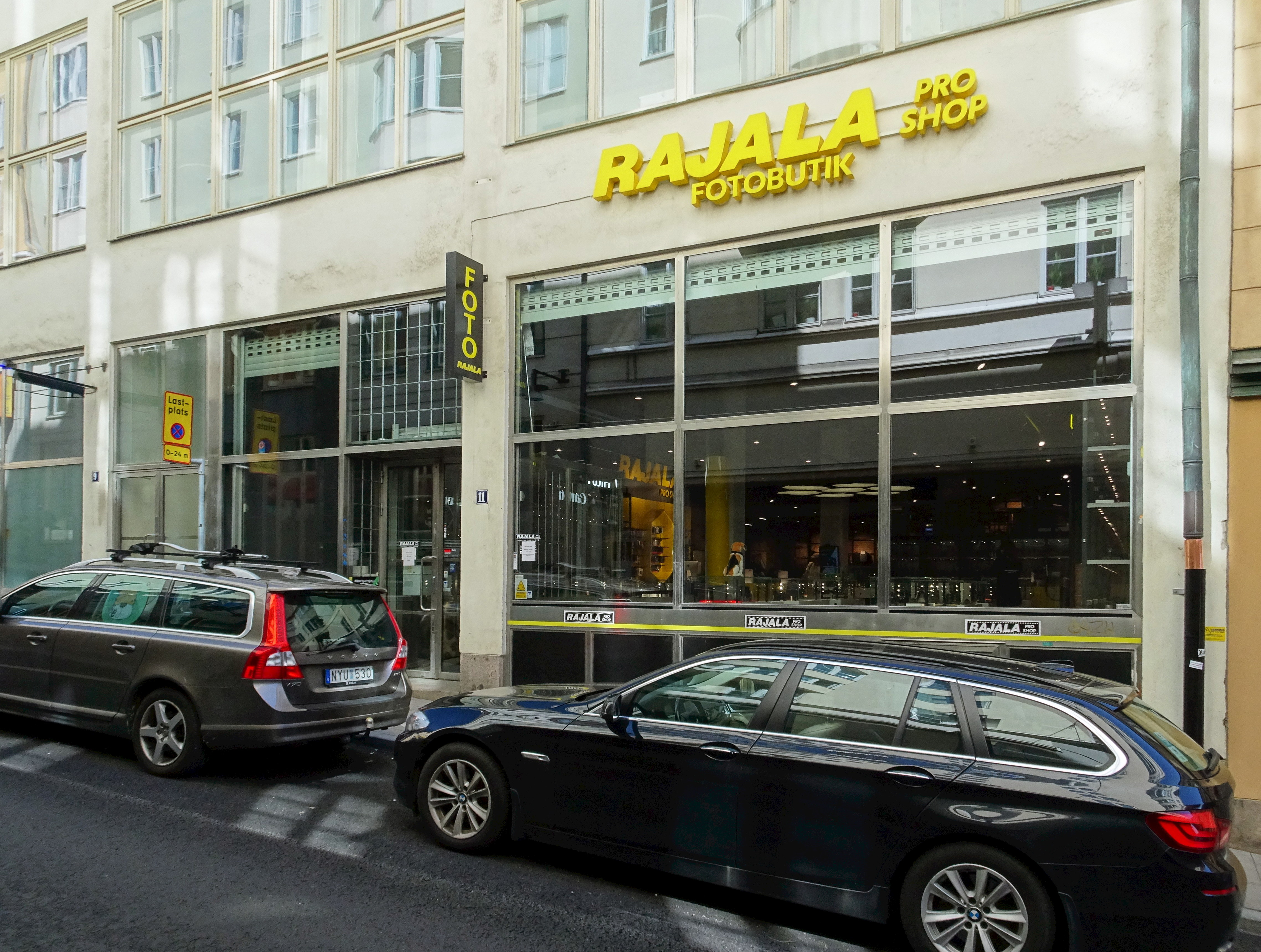
Rajalas butik vid Herkulesgatan 11 i Stockholm.

Rajala är en återförsäljare av fotoutrustning grundat 1919 i Finland av Oscar Rajala som även var fotograf själv. 1960 byggde företaget ett eget laboratorium för framställning av bilder, och öppnade butiker i Pemar och Björneborg. 1970 började åter företaget med att sälja fotoutrustning och tillbehör. Under 1990-talet öppnade företaget butiker i Helsingfors och Reso. Sedan 2000-talet har företaget butiker i följande orter Rajala Pro Shop-butiker i Helsingfors, Åbo, Tammerfors och Björneborg, Rajala Camera butiker förutom en smalare i Åbo, Pemar, Reso, Finland. Rajala, Studion arbetar i Åbo, Reso, Finland, Björneborg och Pemar. AV-Rajala är verksam i Helsingfors, Åbo och Tammerfors. År 2008 öppnade företaget butiker i Sverige i Stockholm och Malmö. Omsättningen för företaget var 30 miljoner euro år 2008.